# جوليان فيرث
جوليان فيرث (بالإنجليزية: Julian Firth)‏ هو ممثل بريطاني، ولد في 12 مارس 1960.

## أعمال

### أفلام
- (1999) ناس جميلة[1]
- (2000) مسحور[2]
- (2006) الملكة[3]
- (2008) المهمة المصرفية[4]
- (2015) بيرنت[5][6]

## وصلات خارجية
- جوليان فيرث على موقع IMDb (الإنجليزية)
- جوليان فيرث على موقع قاعدة بيانات الفيلم (الإنجليزية)